# 下松発電所
下松発電所（くだまつはつでんしょ）は、山口県下松市大字平田字東潮上484にあった中国電力の石油火力発電所。
1964年（昭和39年）8月に1号機が運転を開始、順次増設され3号機までが建設された。敷地面積は約31万平方メートル。設備の経年劣化が進み、1号機と2号機は2007年（平成19年）までに廃止され、3号機も2019年（平成31年）2月から稼働を停止していた。
下松発電所は2023年（令和4年）1月31日をもって廃止となった。

## 廃止された設備
- 総出力：70万kW[3]
- 敷地面積：約31万m2[1]

1号機（1989年3月廃止）
定格出力：15.6万kW
使用燃料：重油、原油
営業運転期間：1964年（昭和39年）8月 - 1989年（平成元年）3月
2号機（2007年4月廃止）
定格出力：37.5万kW
使用燃料：重油、原油
営業運転期間：1973年（昭和48年）7月 - 2007年（平成19年）4月
3号機（2019年2月1日稼働停止）
定格出力：70万kW
使用燃料：重油、原油
営業運転開始：1979年（昭和54年）9月